# Por la Virgen Capitana
Por la Virgen Capitana es una obra de teatro en verso de José María Pemán, estrenada en 1943.

## Argumento
Ambientada en 1808 durante el sitio de Zaragoza por las tropas de Napoleón, centrándose la obra en la figura de la Condesa de Bureta.

## Representaciones destacadas
- Teatro (Teatro Fontalba, Madrid, 6 de mayo de 1943, Estreno).
  - Intérpretes: Enrique Rambal, Enriqueta Lloret, Enrique Rambal hijo.